# Alfonso Volpi
Alfonso Volpi (Milano, 2 agosto 1909 – Grecia, 10 ottobre 1943) è stato un partigiano e ingegnere italiano.
Medaglia d'oro al valor militare alla memoria.

## Biografia
Capitano di complemento del 3º Reggimento Genio, nel 1941 fu richiamato alle armi. L'armistizio lo sorprese in Grecia, dove svolgeva la funzione di capo tecnico all'officina mobile del Comando superiore delle Forze armate italiane. Volpi, l'8 settembre del 1943, non ebbe dubbi su quale parte scegliere e, riuscito a sfuggire ai tedeschi, si aggregò ai combattenti della  Divisione Pinerolo con i quali prese parte a numerose azioni di guerra. La sua lotta finì poco più di un mese dopo. Il 10 di ottobre, infatti, il capitano italiano si trovava in Tessaglia dove, con un ufficiale inglese, aveva organizzato una colonna di automezzi che dovevano trasportare viveri alle formazioni partigiane. Il convoglio fu però intercettato dai tedeschi. Per consentire all'ufficiale britannico di condurre a destinazione il carico, Volpi affrontò da solo i nemici a colpi di pistola; quando non fu più in grado di utilizzare l'arma, si impegnò in un disperato corpo a corpo, finché fu ucciso da una raffica di mitra.

## La memoria
Cisterna di Latina, dove s'era trasferito dopo il matrimonio con Antonietta De Fazio, nel 1969 gli ha intitolato una scuola.